# Iglesia de San Alejandro Nevski (Peterhof)
La iglesia de San Alejandro Nevski (en ruso: Церковь Александра Невского) es una iglesia ortodoxa rusa en honor a Alejandro Nevski. Está situada en Peterhof en el Parque Alejandra, cerca de San Petersburgo, y fue construida a petición de Nicolás I de Rusia. Fue diseñada por Karl Friedrich Schinkel siguiendo el estilo neogótico en 1829 y se consagró en julio de 1834. Antes de la Revolución rusa de 1917, la capilla neogótica de la iglesia funcionaba como templo privado de la Casa de Romanov.
El conjunto de palacio de Peterhof, incluyendo la iglesia de San Alejandro Nevski y el centro histórico de la ciudad de Peterhof, forma parte, con el código 540-017 , del lugar Patrimonio de la Humanidad llamado «Centro histórico de San Petersburgo y conjuntos monumentales anexos».